# گرانش مریخ
گرانش مریخ (انگلیسی: Gravity of Mars) به دلیل قانون گرانش که یک پدیدهٔ طبیعی است همهٔ اشیاء دارای جرم در اطراف سیارهٔ مریخ به سمت آن جذب می‌شوند. به دلیل داشتن جرم کمتر این سیاره گرانش کمتری از زمین دارد. متوسط شتاب جاذبه در مریخ ms−2) (m/s۲) ۳٫۷۲۰۷۶) (حدود ۳۸٪ زمین) است و به‌طور جانبی تغییر می‌کند. به‌طور کلی، ایزوستازی کنترل شده توسط توپوگرافی، ناهنجاری‌های گرانشی هوای آزاد را با طول موج کوتاه هدایت می‌کند. در همان زمان، جریان همرفتی و قدرت محدود گوشته منجر به ناهنجاری‌های جاذبه هوای آزاد در مقیاس سیاره‌ای در کل سیاره می‌شود. تغییر در ضخامت پوسته، فعالیت‌های ماگمایی و آتشفشانی، افزایش موهو در اثر ضربه، تغییر فصلی یخ‌های قطبی، تغییر در جرم جو و تغییر در تخلخل پوسته نیز می‌تواند با دگرگونی‌های جانبی مرتبط باشد.